# Stadtkirche Goldberg

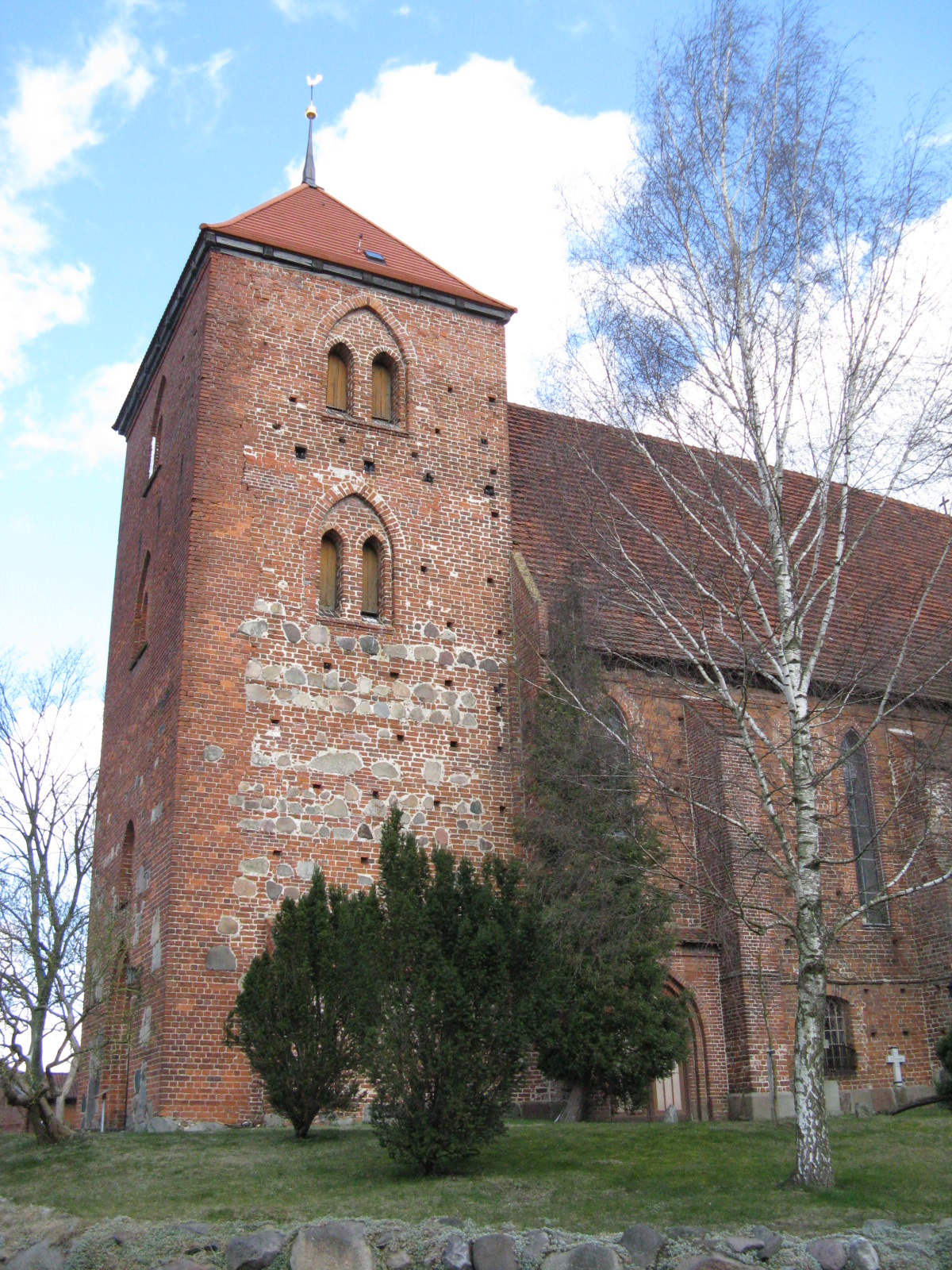
Kirche in Goldberg (2012)

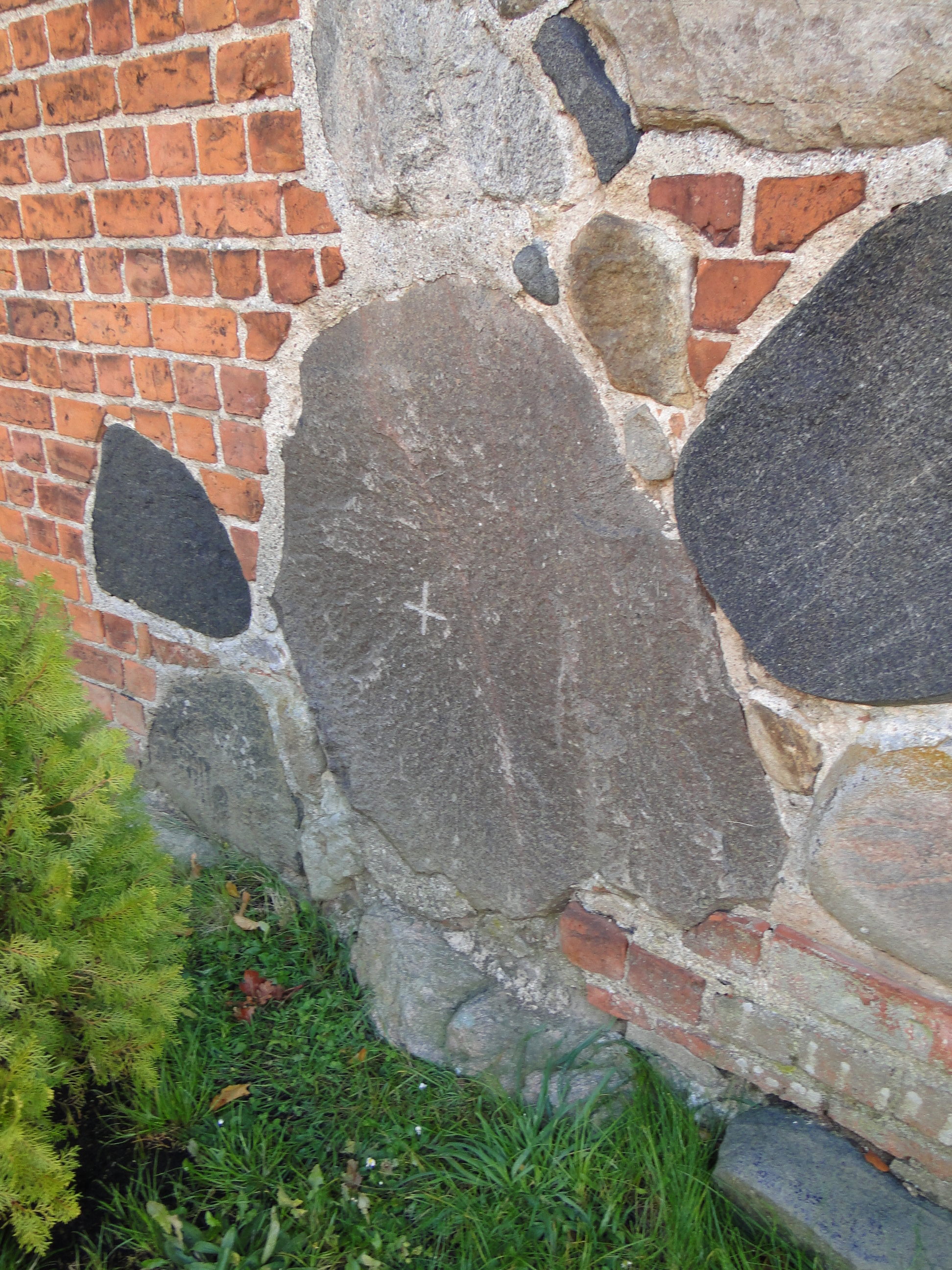
Behauene Feldsteine am Kirchturm (2012)

Die Stadtkirche Goldberg ist eine gotische Kirche im Stadtkern von Goldberg in Mecklenburg-Vorpommern. Die Gemeinde gehört zur Propstei Parchim im Kirchenkreis Mecklenburg der Evangelisch-Lutherischen Kirche in Norddeutschland (Nordkirche).

## Geschichte
Im Zusammenhang mit der Gründung des Klosters Dobbertin wurde Goldberg als Dorf Goltz 1227 erstmals erwähnt. Am 9. Juli 1231 verlieh Fürst Johann von Mecklenburg dem Mönchskloster zu Dobbertin das Patronat über die Kirche zu Goldberg. Pribislaw I. von Parchim-Richenberg verlieh 1248 dem slawischen Dorf Goltz das Parchimer Stadtrecht mit dem Namen Goldberg (Goltberch). Doch die Siedlung Goldberg kam nie über den Status einer Landstadt hinaus, verfügte auch über keinen Marktplatz und lag abseits der wichtigsten Verkehrsverbindungen.
Neben seiner Pfarrkirche besaß Goldberg eine Heilig-Kreuz-Kapelle vor den Toren der Stadt
1310 wurde der aus einer Lübecker Ratsfamilie stammende Ludolf von Dale unter den Zeugen einer das Dorf Gerdshagen betreffenden Urkunde als Pfarrer der Kirche zu Goldberg genannt. Er war seit 1309 über 20 Jahre Pfarrer in Goldberg und hatte sehr enge Verbindungen zur Priorin Gertrudis und den Dobbertiner Nonnen. 1311 kam es zu Streitigkeiten zwischen dem Goldberger Rat und dem Pastor Ludolf von Dale zu geistlichen Angelegenheiten und Bauten. Gottfried I. von Bülow als Bischof zu Schwerin versuchte zu schlichten. In der Urkunde vom 28. Juni 1311 ist zu lesen: „… darin er dem Probste (Tietmar) zu Dobbertin befelet, das er den Ratt und Vorsteher der Kirche zu Goldtberge dahin halten und weisen solle, das sie dem Pastore doselbst, den sie an seinen Hebungen vorkurtzung gethan, befridigen.“ Ludolf von Dale muss ein wohlhabender Mann gewesen sein, denn in seinem Testament vom 24. November 1331 vermachte er seine wertvollsten Bücher dem Dobbertiner Konvent als dortige erste Klosterbibliothek. Das Krankenhaus in Dobbertin erhielt seine zwei Kühe und seine Schwester Adelheid als Nonne in Dobbertin sein gesamtes Bettzeug mit Matratze, Kissen, Decken und dem Bett.
Von 1316 bis 1374 unterhielt die Landesherrschaft in Goldberg eine Nebenresidenz. Der Schweriner Bischof Ludolf von Bülow bestätigte am 8. Mai 1332 dem Kloster Dobbertin die Goldberger Pfarre mit allen Einkünften. Am 22. Mai 1406 vidimiert Bischof Rudolf von Mecklenburg-Stargard zu Schwerin die Urkunde seines Vorgängers Ludolf für die Kirche zu Goldberg mit Siegel.
Nach der Reformation war in der Superintendenten-Ordnung von 1571 die Stadt Goldberg mit dem Amt und der Kirche der Superintendentur in Parchim zugeordnet worden, während die Dobbertiner Pfarre und Kirche unter die Verwaltung von Güstrow kam. Ab 12. März 1670 wurde dann auch Goldberg von Güstrow aus verwaltet. Die städtische Pfarre in Goldberg blieb noch bis 1649 dem Kloster Dobbertin zugeordnet. Nach der Zerstörung der Kirche durch einen Brand nutzt man ab 1643 das Rathaus zeitweilig als Kirche.
Ein Jahr nach dem Ende des Dreißigjährigen Krieges war in dem Visitationsprotokoll des Dobbertiner Klosterhauptmanns Paschen von der Lühe auf Thelkow vom 7. und 8. Oktober 1649 vermerkt: „Die Goldberger Gemeinde bestand nur noch aus 18 Kindern, 54 Männern und 67 Frauen und Mägden. Die Schule ist niedergefallen und die Pfarrhausscheune ist ohne Dach.“ Nach dem Kontrakt vom 22. Dezember 1649 zwischen Herzog Adolph Friedrich und dem Klosterhauptmann Paschen von der Lühe mit der Domina Catharina von Sperling a. d. H. Leisten bei Quetzin überließ der Herzog auf dem Tauschwege dem Kloster Dobbertin das Kirchenpatronat in Kuppentin für die Kirche in Goldberg mit der Filialkirche in Zidderich. Da die Goldberger Kirche nun keine klösterliche Pfarre mehr war, für deren Baulast das Kloster aufkam, begannen die Streitigkeiten über die kirchlichen Bauten zwischen der Stadt und der Kirche von neuem und sollten nicht nur Jahrzehnte andauern. Seit 1649 gehört die Stadtkirche zur Landesherrschaft. So wurden nach 1649 alle inwendigen Arbeiten am Turm, den Fenstern, Öfen und Bänken von der Kirche bezahlt.
Bis 1748 bestanden zwei Pfarrstellen. Die 1786 in Zidderich abgebrochene Kirche war bis 1557 Filiale von Goldberg. Ab 1748 wurde in Zidderich kein regelmäßiger Gottesdienst mehr gehalten. Zidderich kam dann zu Techentin, der Hof mit allen Hebungen blieb bei der Goldberger Pfarre.
Ihrem Präpositus Friedrich Samuel Hermes verdankt die Goldberger Kirche ihre ab 1782 durchgeführte innere Verschönerung mit einer neuen Einrichtung, drei Emporen, der neuen Orgel und Kanzel sowie der Sakristei. Die Kosten dafür brachte Hermes durch milde Beiträge zusammen. Auch das heutige Predigerhaus wurde 1782 und das Predigerwitwenhaus 1796 erbaut. Die Predigerscheune beim neuen Kirchhof auf dem Krähenkamp kam 1826 hinzu.
In der sogenannten Franzosenzeit war die Kirche vom 14. bis 27. November 1806 zum Heu-, Stroh-, Korn-, Mehl-, Fleisch-, Brot-, Wein- und Branntwein-Magazin für Kaiserliches französisches Militär eingerichtet gewesen. Die Kriegsleiden in diesen Tagen durch die Franzosen mit über 140 Offizieren, 3534 Soldaten und 389 Pferden kosteten der Stadt 8729 Thaler. Am 12. Mai 1809 sollen in der Kirche 300 gefangene Soldaten von Schills Freikorps durch holländische Truppen eingesperrt worden sein.

## Baugeschichte
Der bestehende Backsteinbau geht auf das späte 13. Jahrhundert zurück. Als die Kirche nach einem Brand 1643 bis auf die Umfassungsmauern zerstört wurde, dauerte der Wiederaufbau bis 1650. Der Turmaufbau fand in der zweiten Hälfte des 18. Jahrhunderts statt. 1782 kam dann der Einbau der heute noch vorhandenen zweigeschossigen dreiseitig umlaufenden Emporen hinzu. Von 1840 bis 1844 folgte eine weitere umfassende äußere und innere Restaurierung unter Theodor Krüger, dem späteren Kirchenbaumeister von Mecklenburg. Nach dem Umbau in der unteren Turmhalle von 1955 bis 1956 wurde der Hauptzugang von der Südseite der Kirche in das Westportal des Turmes verlegt. Die letzten großen Werterhaltungsmaßnahmen an und in der Kirche erfolgten von 2011 bis 2019. Die Neueinweihung nahmen am 14. April 2019 der Propst Dirk Sauermann mit dem Goldberger Pastor Christian Hasenpusch vor.

### Äußeres
Der einfache, einschiffige Saalbau mit dreiseitigem Chorschluss wurde vermutlich zwischen 1290 und 1310 aus Backstein errichtet. Zwischen dem Bau des Chorjoches, das auf einem Feldsteinsockel gegründet ist, und dem des Langhauses besteht eine zeitliche Differenz. Letzteres wird auf die zweite Hälfte des 14. Jahrhunderts datiert. Der quadratische Turm wurde als letzter Bauabschnitt wohl erst im 15. Jahrhundert auf der Westseite vorgesetzt. Das im Äußeren durch Strebepfeiler verstärkte Kirchenschiff war eingewölbt. Im Innern zeugen noch die Schildbögen und halbrunden Vorlagenbündel von den massiven Gewölben, die mutmaßlich beim Brand 1643 verloren gingen.
Am 23. Januar 1643 war abends die Kirche nach einem Blitzschlag in Brand geraten und bis auf die Umfassungsmauern zerstört worden. Ab 1650 wurde begonnen, das Kirchenschiff unter Verwendung alter Steine wieder aufzubauen. Am 1. Juli 1653 bat der Goldberger Bürgermeister mit seinen Ratsherren den Herzog Adolph Friedrich in Güstrow um Hilfe bei der Beschaffung von Holz, Blocksteinen und Kalk. Schon vier Tage später kam die Antwort: „die Goldberger Ambts Unterthanen mögen fuhren verrichten, um 9000 Ziegel aus Ulrichshusen zu holen.“ Der Herzog zu Mecklenburg mahnt am 18. November 1655 den Goldberger Bürgermeister und Rat, mit Hilfe des Dobbertiner Klosters Steine und Kalk anzufahren, damit noch „vor Winters die Kirche in völligen fertigen stand gebracht werden möge.“ Doch 1656 war der Turm so baufällig, dass man das Klosteramt in Dobbertin wieder um Hilfe bat. Der leicht eingezogene dreigeschossige Westturm aus Backsteinen mit eingeschlossenen Findlingen erhielt ein niedriges Pyramidendach mit Wetterfahne.
1784 erfolgte vor dem südöstlichen Joch ein zweigeschossiger Fachwerkanbau mit Spitzgiebel. 1793 wurden an der Süd- und Nordseite des Turmes die zwei verfallenen Anbauten aus Ziegel zur Nutzung als Leichen- und Bahrenhäuser ohne Fenster und Türen umgebaut. Der Zugang erfolgte durch einen rundbogigen Durchgang im Innern und wurde 1844 zu einem Fenster umgearbeitet.
Zu einer umfassenden Restaurierung des Kirchengebäudes kam es zwischen 1840 und 1844, wobei sich baulich besonders die 1844 erfolgte Ersetzung der Fachwerkanbauten durch Ziegelbauten an der Südseite, der Nordseite und der östlichen Sakristei auf die äußere Gestalt positiv auswirkte. Dabei wurde das äußere Mauerwerk ausgebessert und die Dächer vom Turm, Kirchenschiff und den Anbauten mit Dachziegeln in Kronendeckung neu eingedeckt. Die langgezogenen spitzbogigen Fenster haben eine rautenförmige Bleiverglasung und wurden nach 1842 erneuert. Der ursprüngliche spitzbogige Haupteingang mit seiner zweiflügligen Tür auf der Südseite neben dem Turm wird heute nicht mehr benutzt.
Um 1883 muss am Kirchturm auch eine Turmuhr gehangen haben. Diese befand sich 1853 auf dem Rathausturm und wurde 1849 aus den „zur Herstellung der deutschen Flotte“ von Goldberger Bürgern gesammelten Spenden hergestellt. Diese Uhr wurde 1864 der Kirche unentgeltlich zur freien Verfügung unter der Bedingung, dass die Stadt von den Reparaturkosten befreit bleibe, überlassen. Jahre später hatte man sie wieder zum Rathaus zurückgebracht, dort musste sie alle vier Stunden aufgezogen werden. Da das zu mühselig war, hatte man sie wieder zum Kirchturm geschafft. Die Reparatur wurden mit der Begründung „weil die nur von dem geringsten Teil der Einwohner gehört werde“ bald danach aufgegeben.
1908 erfolgte eine weitere Sanierung der Turmfassade. Dabei wurden im oberen Teil zwei übereinander stehende Fenster mit je zwei spitzbogigen Öffnungen in spitzbogiger Blende in Angleichung an die bestehenden Schallöffnungen eingebaut.
Nach größeren Sturmschäden wurde der Turm 1970 vom Dachdecker Meier aus Lübz neu eingedeckt.
Im Oktober 2002 knickte ein heftiger Sturm den Wetterhahn mit der Kugel auf der Turmspitze um, dieser wurde durch Bergsteiger abgenommen. Nach Spenden des Kirchenältesten und Tischlermeisters Harry Kurt Nast aus Goldberg erfolgte die Reparatur und die Vergoldung. Die Erneuerung des Turmdaches konnte 2006 abgeschlossen werden.
Bei den 2011 begonnenen und bis 2019 dauernden umfassenden Vorbereitungs-, Sicherungs-, Sanierungs- und Restaurierungsarbeiten an der äußeren und inneren Kirche wurde durch Zimmerleute der Neumühler Bauhütte GmbH aus Schwerin der Dachstuhl mit seinem Kreuzstrebendach erneuert. Die Neueindeckung des gesamten Daches erfolgte mit Biberschwanzziegeln in Kronendeckung durch die Firma Krüger aus Crivitz. Auch die schadhaften Ziegel an den Außenwänden des Kirchenschiffes, des Chores und der Anbauten wurden durch die Parchimer Firma Rogmann erneuert, ebenfalls alle durchfeuchteten Mauer-, Pfeiler- und Wandabdeckungen. Die baufachliche Betreuung erfolgte durch die Architekturwerkstatt Annett Ohm aus Grabow.

### Inneres

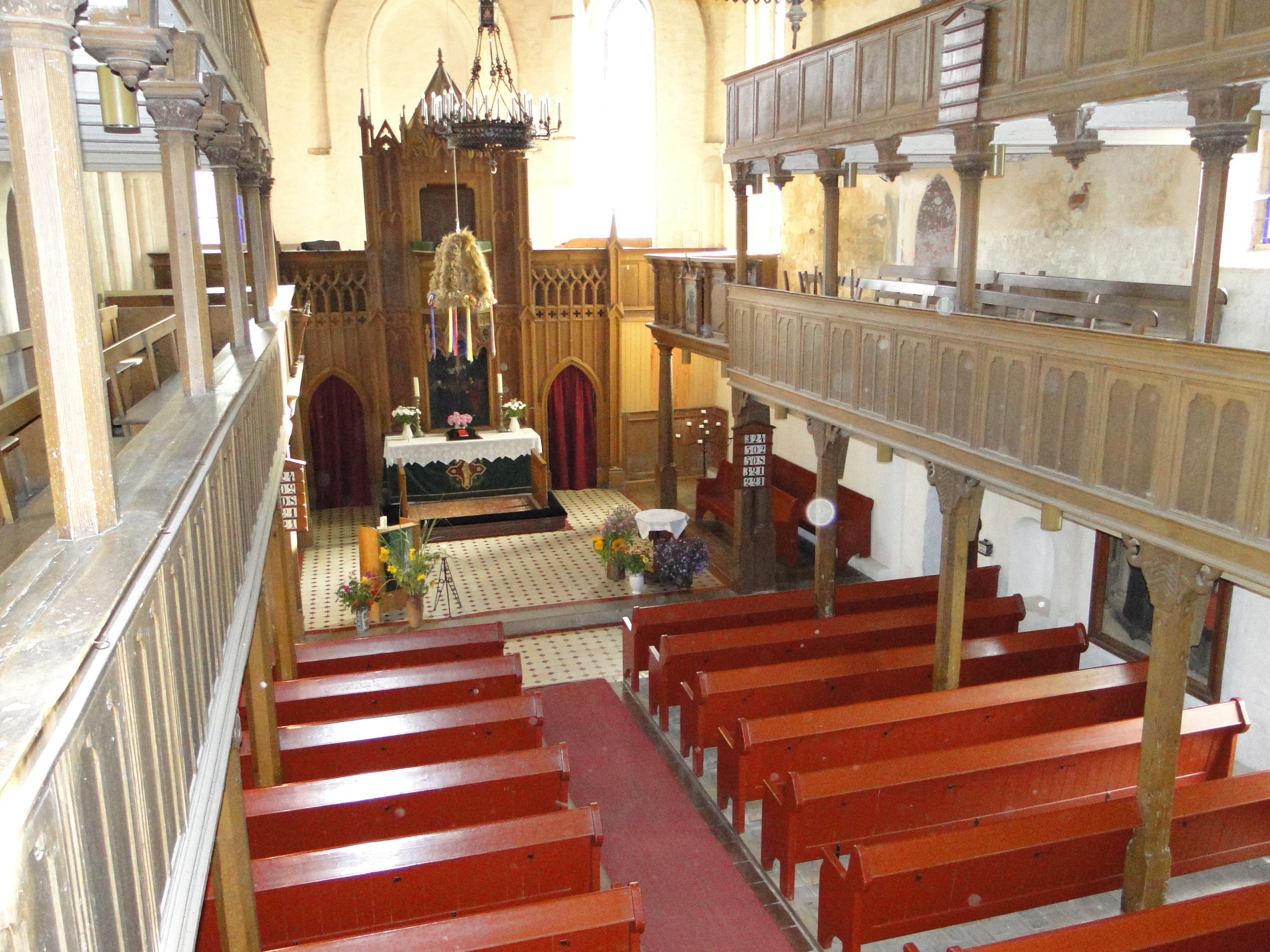
Blick zum Kanzelaltar mit Emporen (2012)

Die heutige innere Erscheinung mit der flachen Holzbalkendecke wird durch die umfassende Restaurierung von 1840 bis 1844 geprägt. Die Holzbalken aus Nadelholz haben eine Spannweite von 9,50 m und die Deckenfelder sind 1,20 m breit. Die Eichendielen und Deckenbalken sind Bestand des 17. Jahrhunderts. Bei den Farbuntersuchungen konnten Ende 2011 zwei Farbfassungen nachgewiesen werden. Die ältere entstand mit dem Wiederaufbau der Kirche nach dem Brand 1643 und die zweite nach der durchgreifenden Renovierung nach 1842. Es handelt sich um mehrfarbige dekorative Bemalung mit Schablonenornamenten und Strichen. Die Wände erhielten nach dem Wiederaufbau einen Kalkputz und wurden in den Jahrzehnten mehrfach mit Kalkschlämme übertüncht. Während der inneren Restaurierung 2017 konnten nach dem Entfernen alter Verkleidungen an der südlichen Chorwand Weihekreuze aus vorreformatorischer Zeit entdeckt werden.
Nach der Renovierung 1842 wurden mit der Veränderung einiger Fenster- und Türöffnungen deren Faschen mit roter Backsteinmalerei versehen und mehrfach, auch 1956, übermalt. In den letzten Jahren bis 2019 hatte die Tischlerei Nast aus Goldberg alle Tischlerarbeiten in der Kirche ausgeführt.

#### Emporen
1872 wurden die heute noch vorhandenen und als Besonderheit in mecklenburgischen Kirchen geltenden, zweigeschossig umlaufenden Emporen an der Süd-, West- und Nordwand sowie eine eingeschossige Empore hinter dem Altar eingebaut. Damit vermehrte sich die Zahl der Sitzplätze auf 550. Auch die Ostempore war einst eine doppelgeschossige Anlage, wurde aber wie der verglaste Aufbau der Herrschaftsempore (Amtsstuhl) 1955 auf der Südseite entfernt. Den ältesten Emporen kann man die Brüstungen im zweiten Geschoss der Westempore und die Schornsteinummantelung in der Nordwestecke sowie die Brüstungen der Ostempore zuordnen. Die Herrschaftsempore entstand vermutlich im 18. Jahrhundert. Dagegen wurden die zweigeschossigen Emporen der Nord- und Südseite sowie die untere Empore der Westseite mit der großen Renovierung nach 1842 eingebaut und erhielten ihr heutiges Aussehen mit den Holzimitationsmalereien.

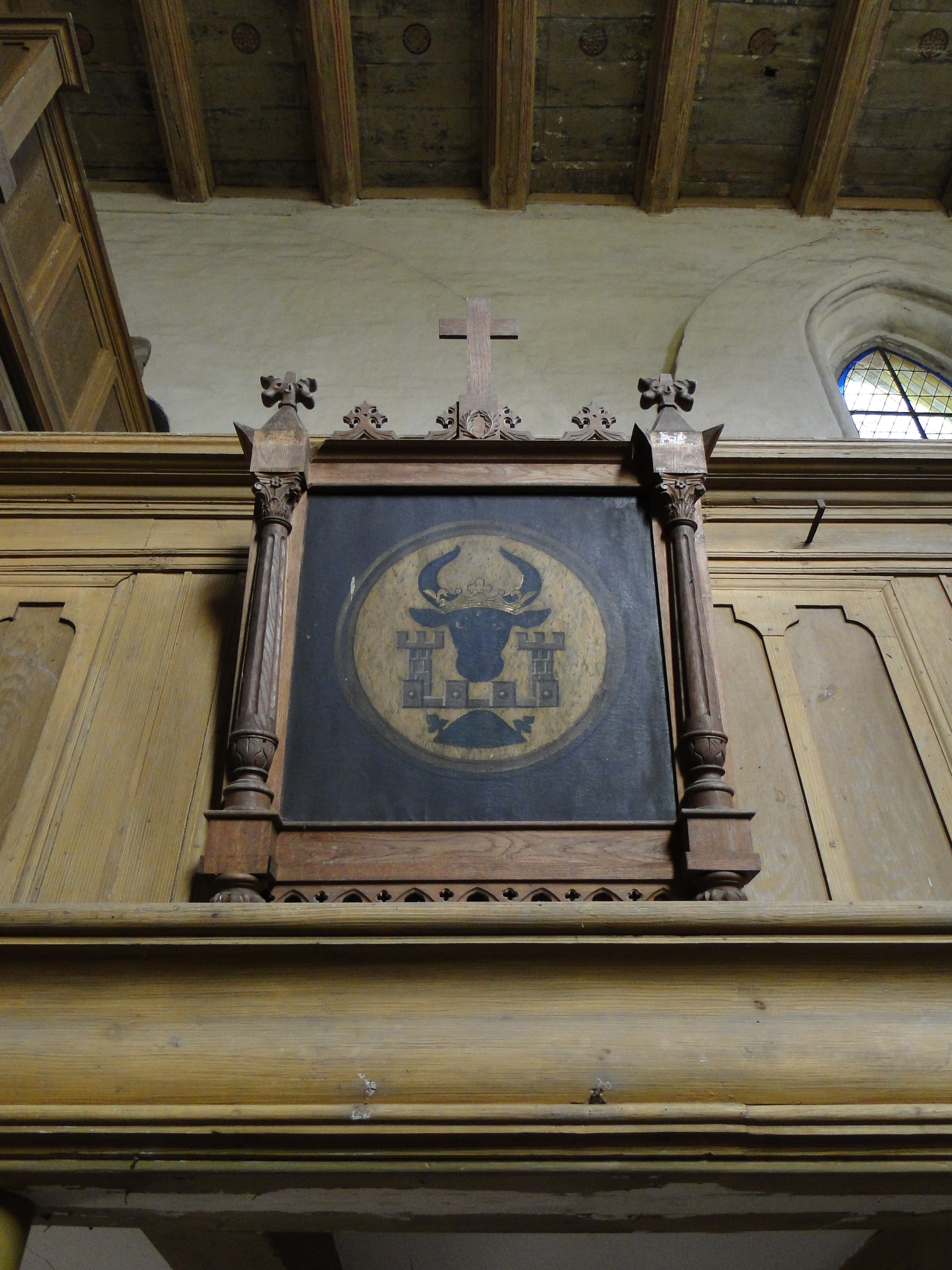
Wappen von 1892 der Stadt Goldberg (2012)

Unter den Einbauten verdienen besonders der ehemalige Beichtstuhl von 1656, das Gestühl der Kirchenvorsteher von 1677, sowie die Wappen der Stadt Goldberg und dem Herzoghauses Mecklenburg-Schwerin von 1892 Beachtung. Beide Wappen sind ein Geschenk des Hoftischlers Suhr. Das am nördlichen vorderen Emporenteil befestigte Goldberger Wappen, in einem hölzernen Rahmen mit Schnitzwerk versehen und auf Leinwand gemalt, wies auf den Standort des Ratsstuhles hin. Das auf der gegenüber liegenden südlichen Empore befestigte Wappen des Herzoghauses Mecklenburg-Schwerin, ebenfalls im hölzernen Rahmen mit Schnitzwerk und auf Leinwand gemalt, galt als Kennzeichen für den sich darunter befindlichen Amtsstuhl.
Beichtstuhl
Am südlichen Ende der Altarwand befindet sich eine vierteilige Holzbrüstung mit aufgesetzten Profilleisten eines alten Kastengestühls als Beichtstuhl von 1656. In der oberen Zahnleiste ist ein eingeschnitzter Schriftzug zu lesen DIESEN BEICHTSTUHL HABEN H.MICHAEL LAVRENTZ RAHTSVERWANTER IN ROSTOCK VD.H.JOHANN FRANCISCUS CLAVIING PREDIGER IN GVSTROW DISER KIRCHE ZV EHRE BVWEN LASSEN VND VEREHRET ANNO 1656 DEN 6 JANVARIVS
Vorsteherstuhl
Am nördlichen Ende der Altarwand befindet sich die dreiteilige Holzbrüstung eines alten Kastengestühls, das ab 1677 als Vorsteherstuhl genutzt wurde. Die Inschrift lautet hier DER KIRCHENSCHMUCK AN DIESEM ORT ZU MEHREN AUCH GOTT ALLHIE IN SEINEM AMPT ZU EHREN AN DIESEM ORT WO DIE VORSTEHER STEHEN DIS STUHL GEBÄW WIRD WIEDERUMB GESEHEN GESETZT VON H.FRIDRICH FLOTOW VORSTEHER UND OECON Ao 1677 M. JUN.
Lutherbild
An der Nordwand unter der ersten Empore befindet sich ein mannshohes Lutherbild im Holzrahmen, der Maler und das Datum sind nicht bekannt.
Eiserne Kreuz
Erwähnenswert auch das Eiserne Kreuz mit Spendennägeln, eine Form der Kriegsnagelungen für die Hinterbliebenen von Opfern des Ersten Weltkrieges. Ein gleiches Kreuz mit Krone, W und 1914 befindet sich in der Pfarrkirche St. Marien (Plau am See).
Von 1955 bis 1956 wurde der Turm wieder als Haupteingang in die Kirche umgebaut und der Turmaufgang erneuert. Nach Abbruch des Medowschen Gestühls und Versetzung der Glaswand konnte das neue Gestühl mit rotbraunem Anstrich seitlich des neu geschaffenen Mittelganges aufgestellt werden. Das vorhandene Kastengestühl hatte man entfernt.

#### Kanzelaltar

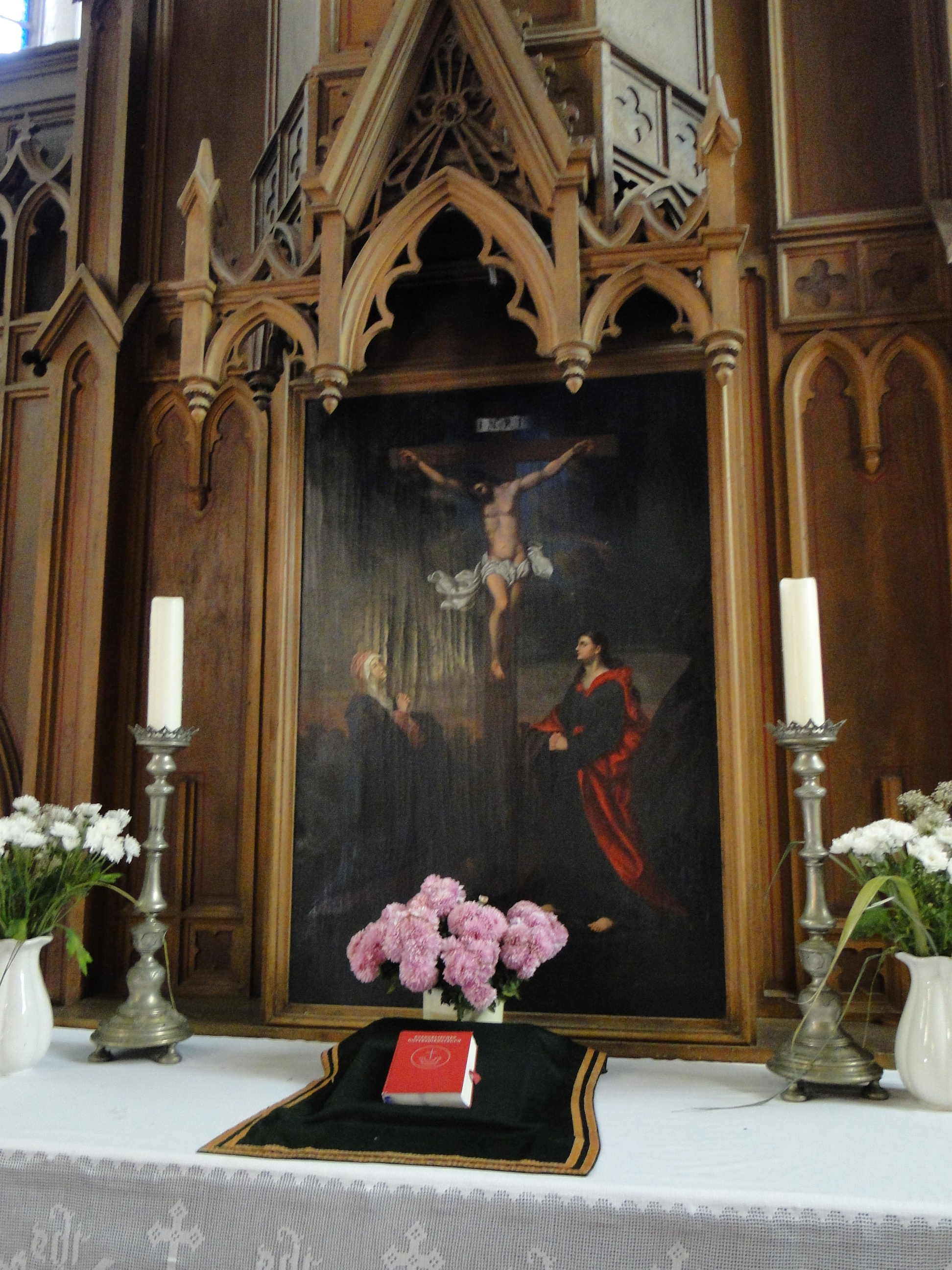
Altar (2012)

Der hölzerne Kanzelaltar mit gemauertem Altartisch ist vermutlich von 1844. Die hölzerne Altarwand mit durchbrochenem Schnitzwerk hat zwei Durchgänge zur Sakristei und Empore. Mittig steht die Kanzel unter einem mit gotisierendem Schnitzwerk verzierten Baldachin. Unter der Kanzel befindet sich ein zeitgenössisches Leinwandgemälde mit der Darstellung des gekreuzigten Christus eines unbekannten Malers. Die hölzernen Elemente des Altars und der Altarwand sind mit einer Holzimitationsmalerei versehen, die ursprünglich noch verziert war.

#### Taufe
Der hölzerne Taufständer in gotisierenden Formen aus der zweiten Hälfte des 19. Jahrhunderts hat eine ornamentierte Taufschale aus Messing von 1661. Als Treibarbeit in deren Mitte befindet sich die Darstellung der Verkündigung der Maria mit der zweifelhaften und niemals befriedigend gedeuteten Luther-Legende. Am Rande die Inschrift: GOTT.HAT.IN.DER.HEILIGEN.TAVV.SVE.SEINEM.KINDE.GENOMEN.AUF.SICH.MIT. MIR.VERBUNDEN.DER.HEILIGE.GEIST.DER.IST.DAS.PFAND.FVHRT.MICH.SUM.
RECHTEN.VATERLAND.WAN.ALLES.VNGLVCK.VBERWVNDEN.ANNA.DINGGRAVEN.DIES.VEREHRET.1661.

#### Orgel

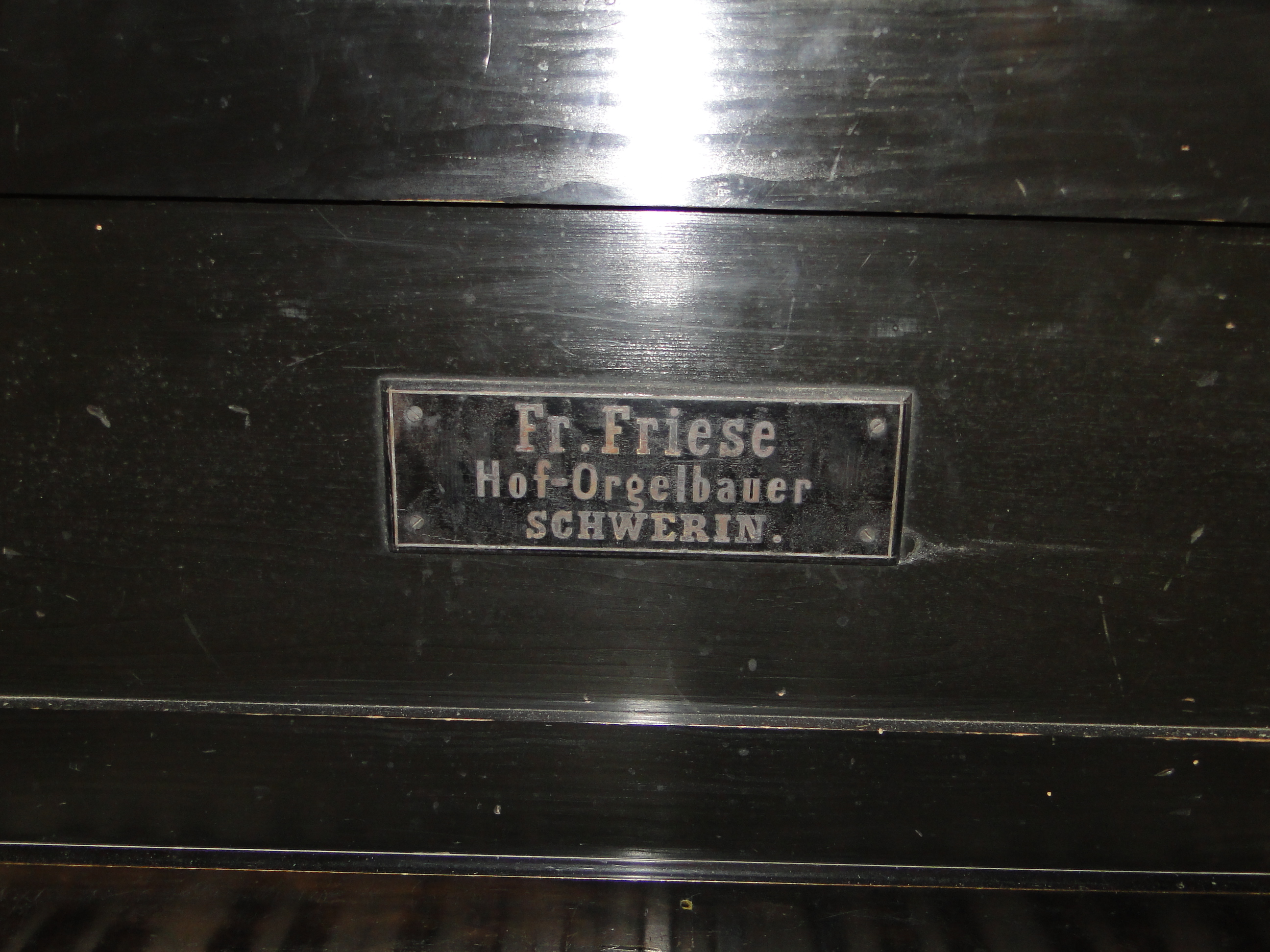
Firmenschild Orgelbauer Friese (2012)

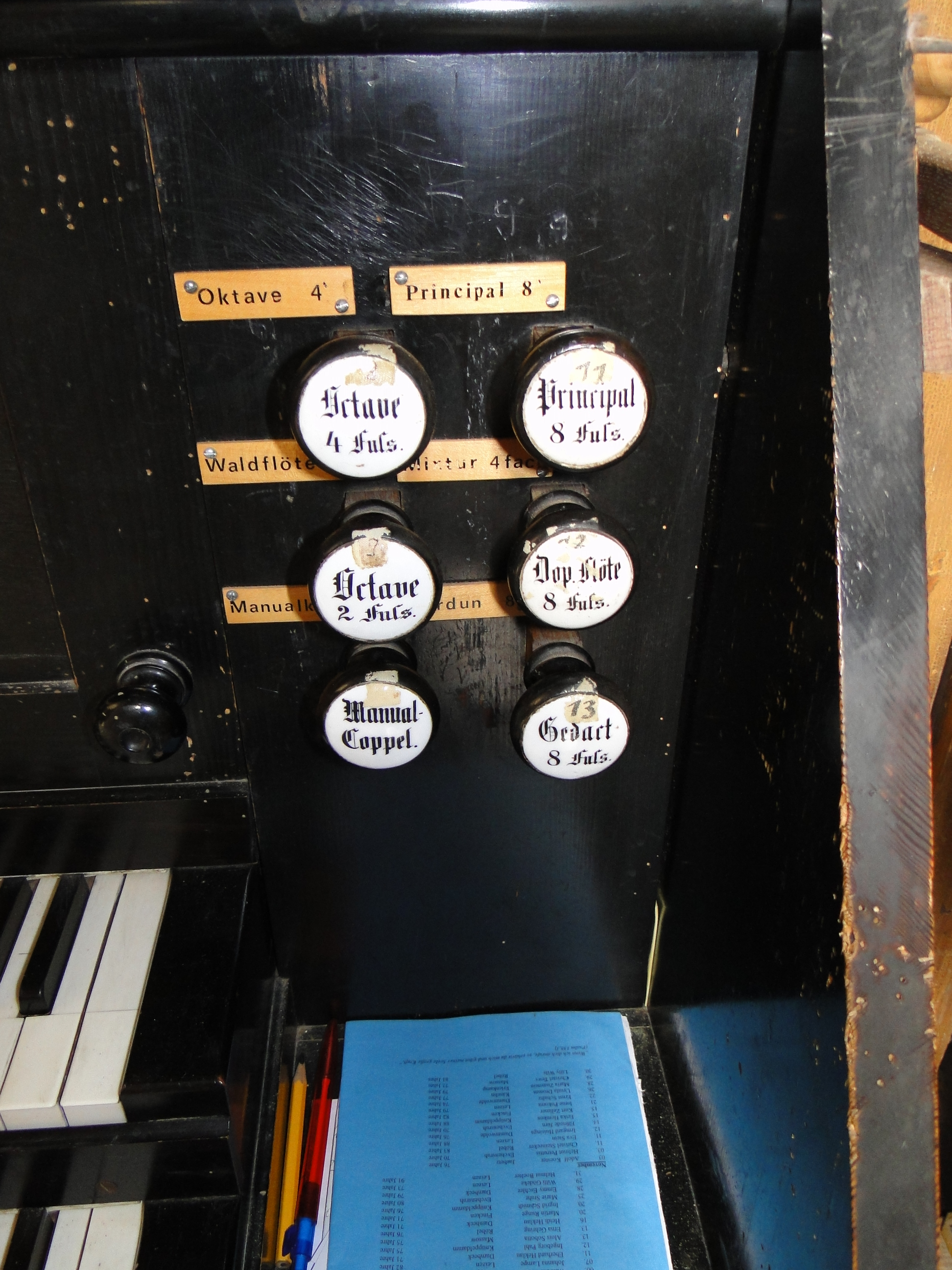
Orgel (2012)

Während der inneren Verschönerungen ab 1787 mit Verlegung der Kanzel soll vom Orgelbauer Friese auch eine Orgel, 16 Stimmen stark, erbaut worden sein. Davor muss aber schon eine Orgel existiert haben, denn bei der Ernennung des neuen Rektors hatte 1770 der Superintendent Keßler darauf hingewiesen, man wolle auf das Orgelspiel nicht verzichten. 1842 vermerkte der Domorganist Noebe aus Güstrow bei der höchst traurigen Beschaffenheit der hiesigen Orgel, deren Reparatur bei längerem Aufschub teurer werden dürfte…
1844 wurde nach Kontrakt mit dem Orgelbauer eine große Reparatur vorgenommen und die verursachten Kosten durch gesammelte freiwillige Beträge beglichen. Ab 1849 hatte die Stadtkasse den Lohn für den Balgenträger übernommen. 1851 erfolgte eine weitere Reparatur durch den Hoforgelbauer Friedrich Friese II und als er 1863 starb, übernahm sein Sohn Friedrich Friese III die weiteren Arbeiten. Dieser meldete dem Pastor Lindemann die Arbeiten für Goldberg sind jetzt soweit vorgerückt, daß ich zu Mitte November die Orgel transportieren und den Aufbau an Ort und Stelle beginnen kann. Fuhrmann Fritze transportierte auf zwei gleichzeitig fahrenden Möbelwagen die Orgel von Schwerin nach Goldberg. Die Einweihung der heutigen Orgel (elf Register, zwei Manuale und Pedal) fand nach dem Aufbau durch den Orgelbaumeister Friedrich Friese III am dritten Advent 1876 auf der oberen Westempore statt. Das gotisierende Orgelprospekt aus Nadelholz ist mit einer Eichenholzimitationsmalerei versehen. Der Spieltisch mit Klappdeckel befindet sich auf der linken Seite. Nach dem Tod von Friese 1896 übernahm der Orgelbauer Marcus Runge den Kontrakt zum jährlichen Stimmen der Orgel.
1985 erfolgten durch den Orgelbaumeister Wolfgang Nußbücker aus Plau am See auf Anregung des Orgelsachverständigen Wolfgang Leppin aus Güstrow einschneidende Umdisponierungen. Der Friese-Klang ging dabei verloren.

#### Glocken

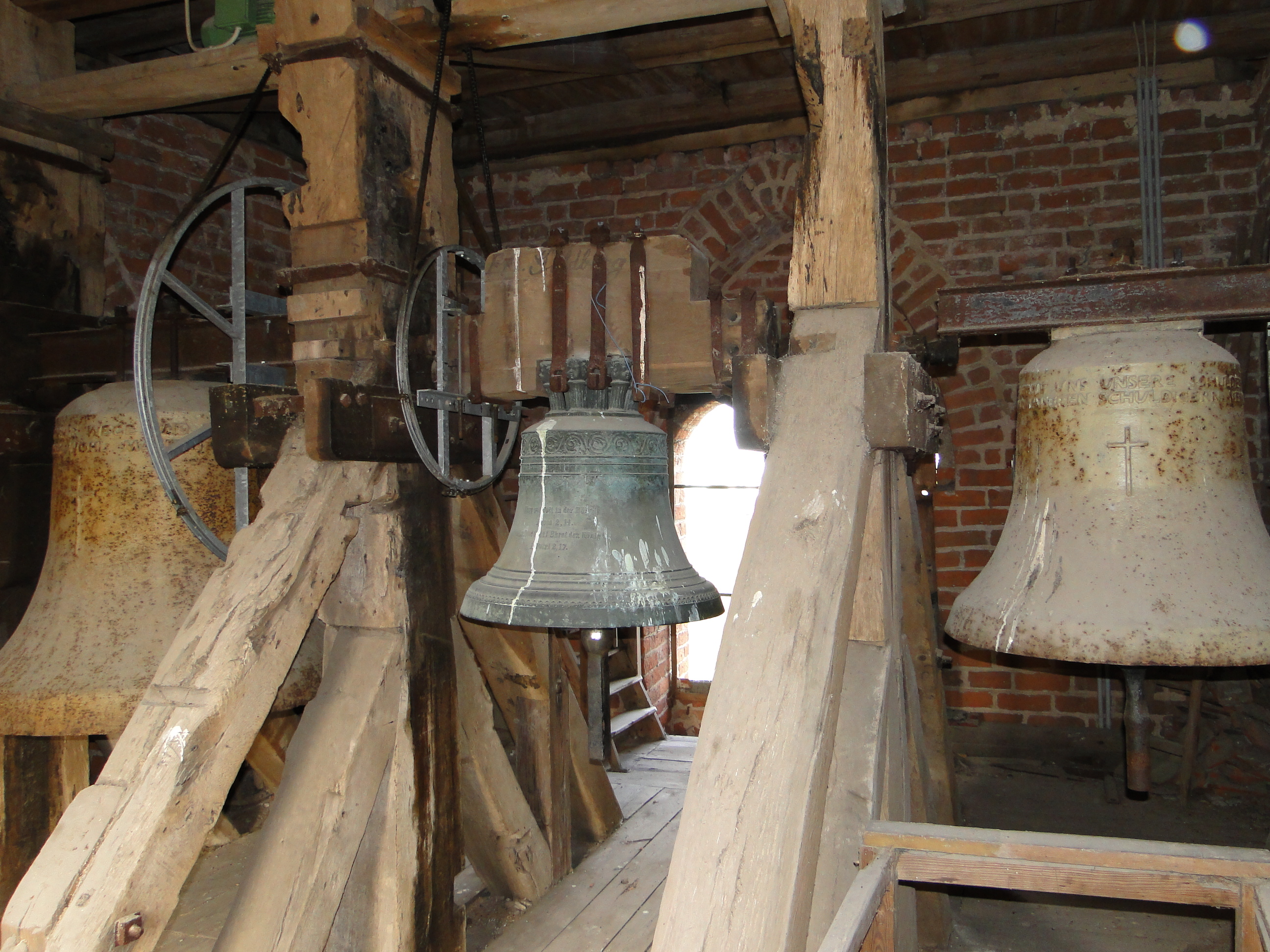
Glockenstuhl (2019)

Beim Kirchenbrand 1643 zerschmolzen auch die alten Glocken. 1649 erwarb man zwei große Glocken aus dem baufälligen und abgebrochenen Turm der Kirche in Quetzin bei Plau. Sie hatten 1793 starke Risse und wurden danach mehrfach umgegossen. Aber sie hatten alle Kriege, auch den Ersten Weltkrieg überlebt. Die größte Glocke von 1,17 m Durchmesser hatte die Inschrift SOLI DEO GLORIA ME FUDIT J. V. Schultz ROSTOCHI ANNO 1794. Die zweite von 0,92 m Durchmesser wurde 1880 vom Hofglockengießer Eduard Albrecht in Wismar umgegossen. Die dritte war eine Klingglocke mit der Inschrift: Help Gott, help Maria.
Mit der Erfassung von Bronzeglocken für Kriegszwecke wurden ab 1. April 1940 auch die beiden großen Glocken unter 4/26/6A und 4/26/7A registriert und am 29. Dezember 1941 durch die Firma Rolack aus Goldberg im Auftrage der Kreishandwerkerschaft Parchim abgenommen. Die Bescheinigung zur Abnahme im Auftrage der Reichsstelle für Metalle erfolgte am 21. Januar 1942. Seit Weihnachten 1941 hatte die Goldberger Kirche kein Glockengeläut mehr.
Heute befinden sich wieder drei Glocken im Glockenstuhl. Die mittlere kleine Bronzeglocke wurde im Januar 1901 als Nr. 2057 bei Gustav Collier in Berlin-Zehlendorf aus eroberter von S. M. Wilhelm I. gespendeter Geschützbronze gegossen. Sie wiegt 300 kg, hat einen Durchmesser von 80 cm und ist 65 cm hoch. Sie stammt aus dem Waisenhaus in Potsdam, das im Zweiten Weltkrieg zerstört wurde. Nach der Montage durch die Firma Rohlack aus Goldberg fand am 19. März 1950 die Glockenweihe statt. Da seit 1952 die Gemeinde ohne Küster war, konnte von 1956 bis 1958 die kleine Glocke nicht geläutet werden.
Am 7. August 1956 wurde mit der Firma Schilling & Lattermann aus Apolda ein Vertrag zur Lieferung von zwei Eisenhartgussglocken geschlossen. Die größere spendete der damalige Kirchenälteste Landwirt Wilhelm Burmeister. Nach Lieferung der Glocken am 7. April 1957 und deren Montage erfolgte die Glockenweihe am 28. April 1957.
Die 1910 aufgestellte Glockenläutemaschine wurde 1957 demontiert, und 1993 erfolgte der Einbau einer elektrischen Läuteanlage.

#### Grabplatten
Zwei Grabplatten sind an der Nordwand oberhalb des ersten Emporengeschosses in der Wand vermauert und farbig überfasst, auf den seitlichen Putzflächen befinden sich drei Farbfassungen, die älteste ist von 1842. Eine dritte Grabplatte befindet sich vor der Wand unter der Nordempore für den Vorsteher dieser Kirche, Johann Arend Giesege. Er ist am 20. September gestorben und am 2. Oktober anno 1704 begraben. Um 1698 soll es in der Kirche noch Grabkammern und Gewölbe gegeben haben.

#### Besonderheiten
Im Turm befindet sich, abgesondert vom Kirchenschiff, in einer Ecke eine Bank, von der man früher nur durch ein Fenster in die Kirche sehen konnte. Dies soll angeblich der Platz des Scharfrichters gewesen sein, der wohl als unrein galt und deshalb die Kirche nicht betreten durfte. Zwischen 1594 und 1682 wurden allein im Klosteramtsgebiet 25 Hexenprozesse durchgeführt. Zwischen Goldberg und Dobbertin stand einst am Goldberger See der Galgen. Heute stehen auf dem früheren Galgenberg noch drei Jahrhunderte alte Eichen. 1686 wurde auch der Goldberger Präpositus Johann Molli beim Herzog angezeigt, „er habe sich in die Dirne Beate Horns verliebt und wolle sie heiraten, trotzdem seine Frau noch lebe.“

### Baumeister
Der Entwurf und die Bauleitung für die Erneuerung und umfassenden Restaurierung der Kirche in den Jahren von 1840 bis 1844 lag in den Händen des Landbaumeisters Gustav Voss und seinem Baukondukteur Theodor Krüger vom Plauer Baudistrikt. Dieser kam am 26. Juni 1841 in die Bauverwaltung nach Plau, zu der auch Goldberg gehörte. Nach einem gemeinsam von Voss und Krüger erstellten Plan vom 9. August 1842 erfolgte die Restaurierung der Goldberger Kirche. Es dürfte Krügers erste Mitwirkung an einem Kirchenbau gewesen sein. Die Ausführung erfolgte durch Goldberger Handwerker.

## Propstei Goldberg
Bis 1924 gehörten zur Propstei Goldberg die Pfarren Brüz, Dobbertin, Goldberg, Kirch Kogel, Lohmen, Mestlin, Techentin und Woosten. Pröpste waren:
- 1671–1686 Johannes Moll zu Goldberg.
- 1691–1703 Martin Huth zu Dobbertin.
- 1704–1709 Joachim Rossow zu Kirch Kogel.
- 1710–1729 Joachim Christoph Danneel zu Techentin.
- 1729–1741 Enoch Zander zu Brüz.
- 1741–1746 Johann Friedrich Aepinus zu Techentin.
- 1746–1750 Johann Friedrich Plahn zu Kirch Kogel.
- 1750–1753 Carl Helmuth Neander zu Mestlin.
- 1753–1770 Christian Georg Wendt zu Woosten.
- 1770–1780 Johann Christian Palmmann zu Goldberg.
- 1782–1791 Friedrich Samuel Hermes zu Goldberg.
- 1792–1817 Franz Joachim Aepinus zu Brüz.
- 1817–1846 Joachim Johann Birckenstädt zu Goldberg.
- 1846–1872 Johann Christoph Carl Zander zu Woosten.
- 1872–1895 Johann Friedrich Pleßmann zu Dobbertin.
- 1895–1898 Heinrich Friedrich Theodor Lindemann zu Goldberg.
- 1898–1904 Friedrich Wilhelm Theodor Harm zu Techentin.
- 1905–1915 Carl Johann Ferdinand August Wilhelm Gustav Schmidt zu Goldberg.
- 1915–0000 Friedrich Julius Adolf Ernst Tarnow zu Lohmen.

## Pastoren
Namen und Jahreszahlen bezeichnen die nachweisbare Erwähnung als Pastor. Bis 1748 bestanden zwei Pfarrstellen.
- 1309–1332 Ludolf von Dale, aus Lübeck.[39]
- erwähnt 1487 Johan Roggheman.[40]
- 1487 erwähnt Johannes Kykel, vorher Klosterpropst in Dobbertin.[41]
- erwähnt 1522 Casper Berchmann, auch in Zidderich, dort zurückgetreten.[42]
- erwähnt 1539 Johannes Grabow.[43]
- 1539 erwähnt Nicolaus Hermanni, durch Herzog Magnus eingesetzt.[44]
- 1539–1557 Heinrich Karnatz, ein einfeltiger alter Mhan, der aus der Postille (Predigtbuch) predigte und nicht weiß, was die rechte Buße sei...bestand das Examen nicht.[45]
- 1557–1569 Heinrich Kikisch (Kiekitz), Kaplan aus Nordhausen wurde ab 12. September 1557 Heinrich Karnatz zur Seite gestellt, danach in Lohmen.[46]
- 1569–1577 Jacob Theodorus aus Schwerin.
- 1577 erwähnt Barthold Cabadus aus Kolberg.
- 1617–1631 Nicolaus Algrin aus Plau.
- 1631–1639 Gabriel Werkentin aus Goldberg.
- 1639–1669 Thomas Römeler (Römler) aus Wesenberg.
- 1671–1688 Johannes Moll aus Lübeck, gleichzeitig Präpositus.
- 1689–1693 Matthäus Barcmeister aus Rostock.
- 1693–1700 Christoph Rodbert aus Kölzow.
- 1701–1737 Matthias Petersen aus Perleberg.
- 1702–1723 Johannes Küster aus Plau.
- 1725–1733 Joachim Andreas Meyen aus Waren, zweite Pfarre.
- 1735–1745 Friedrich Christoph Krüger. zweite Pfarre.
- 1737–1741 Adolf Christian Hagen aus Ribnitz, zweite Pfarre.
- 1741–1748 Julius Albert Schumann aus Goldberg, zweite Pfarre, danach nicht wieder besetzt.
- 1745 Vacante Pastorenstelle, Goldberger Bürger schrieben am 14. Juni 1745 an den Superintendenten Enoch Zander in Güstrow.
- 1745–1766 Christian Daniel Suckow aus Bützow.
- 1767–1780 Johann Christian Palmmann aus Hoywerswerder.
- 1782–1791 Friedrich Samuel Hermes.
- 1792–1801 Johann Conrad Anton Beneke aus Schwerin.
- 1804–1848 Joachim Johann Birkenstädt aus Greven bei Lübz.
- 1849–1872 Heinrich Carl Christian Schultze, 1856 Vertretung in Dobbertin.
- 1872–1898 Heinrich Friedrich Theodor Lindemann aus Rehna.
- 1898–1915 Carl Johann Ferdinand August Wilhelm Gustav Schmidt aus Rostock.
- 1916–1932 Hans Bernhard Anton Moritz August Dahlmann aus Verchentin, Propst.
- 1932–1948 Friedrich Wehner, seit Februar 1945 mit Superintendent Liedtke aus Osterode in Ostpreußen.
- 1947–1948 Wilhelm Pachtner.
- 1948–1959 Curt Buchholz aus Stettin, vorher Kladrum, ab 1960 Kriegsheim bei Worms.
- 1950–1950 Wilhelm Krell.
- 1959–1969 Manfred Freiherr von Saß, vorher Steffenhagen, ab 1970 Rerik.
- 1970–1999 Gerhard Voß, aus Neubrandenburg, vorher Schwichtenberg.
- 2000–2012 Thomas Timm, aus Mölln bei Neubrandenburg, ging nach Schweden.
- seit 2013 Christian Hasenpusch aus Hornstorf.

## Kirchengemeinde
Am 1. Juli 1996 wurden die Kirchengemeinde Dobbertin mit der Kirchengemeinde Goldberg verbunden. Die Pfarrstelle Dobbertin wurde zur ruhenden Pfarrstelle erklärt. Ab 1. Januar 2010 wurde Dobbertin mit Goldberg zur Kirchengemeinde Goldberg-Dobbertin vereinigt.
Zur Evangelisch-Lutherischer Kirchengemeinde Goldberg-Dobbertin gehören die Orte Alt Schwerin, Dobbertin mit Klosterkirche, Goldberg mit Stadtkirche, Hof Hagen, Jellen, Kläden (Dobbertin), Kleesten, Lüschow (Goldberg), Medow (Goldberg), Neu Schwinz, Neuhof, Spendin und Steinbeck.

### Gedruckte Quellen
- Mecklenburgisches Urkundenbuch (MUB)
- Mecklenburgische Jahrbücher (MJB)

### Ungedruckte Quellen
Landeshauptarchiv Schwerin (LHAS)
- LHAS 1.5-4/3 Urkunden Kloster Dobbertin.
- LHAS 3.2-3/1 Landeskloster/Klosteramt Dobbertin.
- LHAS 3.11-2 Landtagsversammlungen, Landtagsverhandlungen, Landtagsprotokolle, Landtagsausschuss.

Landeskirchliche Archiv Schwerin (LKAS)
- LKAS, OKR Schwerin, Specialia, Abt. 2, Goldberg. Chöre und Stühle Kirche zu Goldberg 1751–1922, Bauten und Reparaturen 1870–1908, Objektakte Goldberg, Kirche.

Pfarrarchiv Goldberg
- Denkmalpflegerische Zielstellung, Stadtkirche Goldberg, 24. Juni 2016.

Stadtarchiv Goldberg, Museum Goldberg
- Postkartensammlung